# Turobin (Biłgoraj)
Pour les articles homonymes, voir Turobin.
Turobin (prononciation : [tuˈrɔbin]) est un village polonais de la gmina de Turobin dans le powiat de Biłgoraj de la voïvodie de Lublin dans l'est de la Pologne.
Le village est le siège administratif (chef-lieu) de la gmina appelée gmina de Turobin.
Il se situe à environ 31 kilomètres au nord de Biłgoraj (siège du powiat) et 49 kilomètres au sud de Lublin (capitale de la voïvodie).
Le village comptait approximativement une population de 1 036 habitants en 2008.

## Histoire
De 1975 à 1998, le village est attaché administrativement à la voïvodie de Zamość.

Depuis 1999, il fait partie de la voïvodie de Lublin.

## Galerie

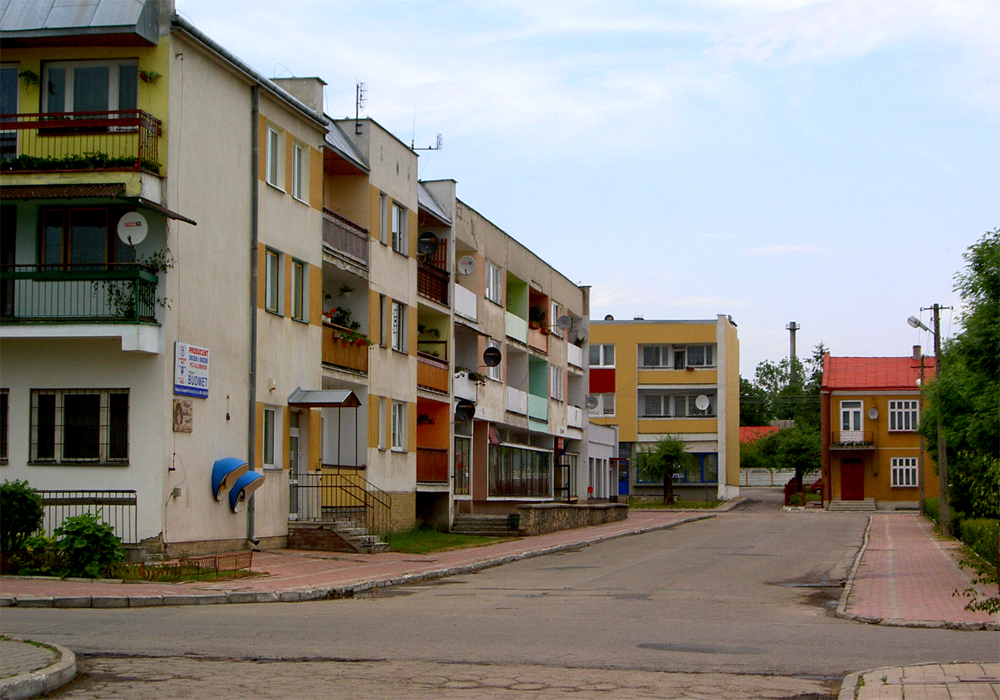
Immeubles
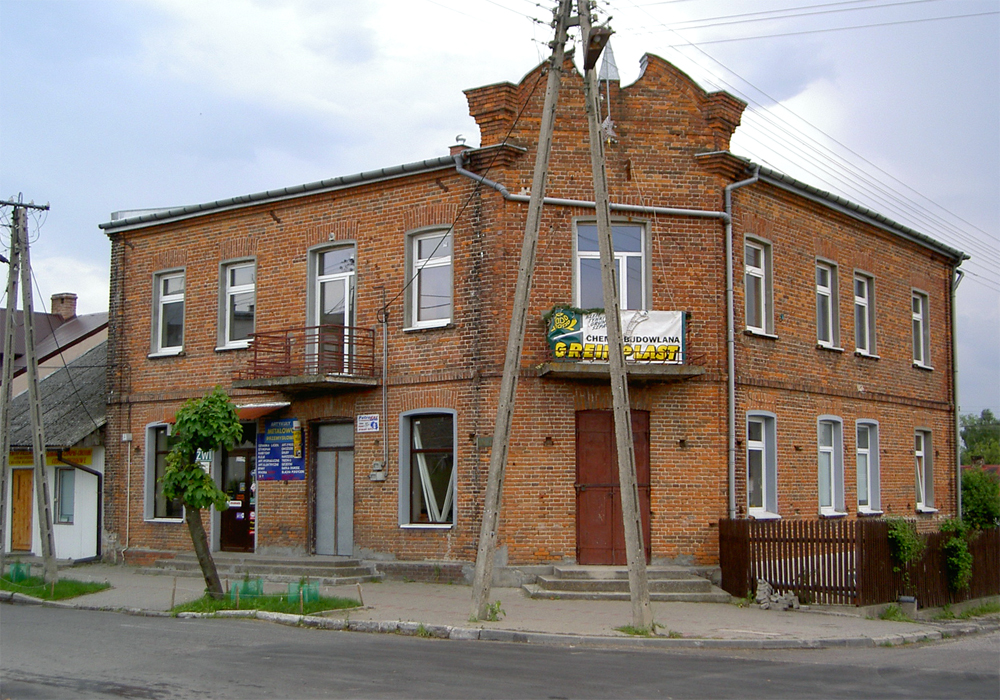
Maisons d'habitation
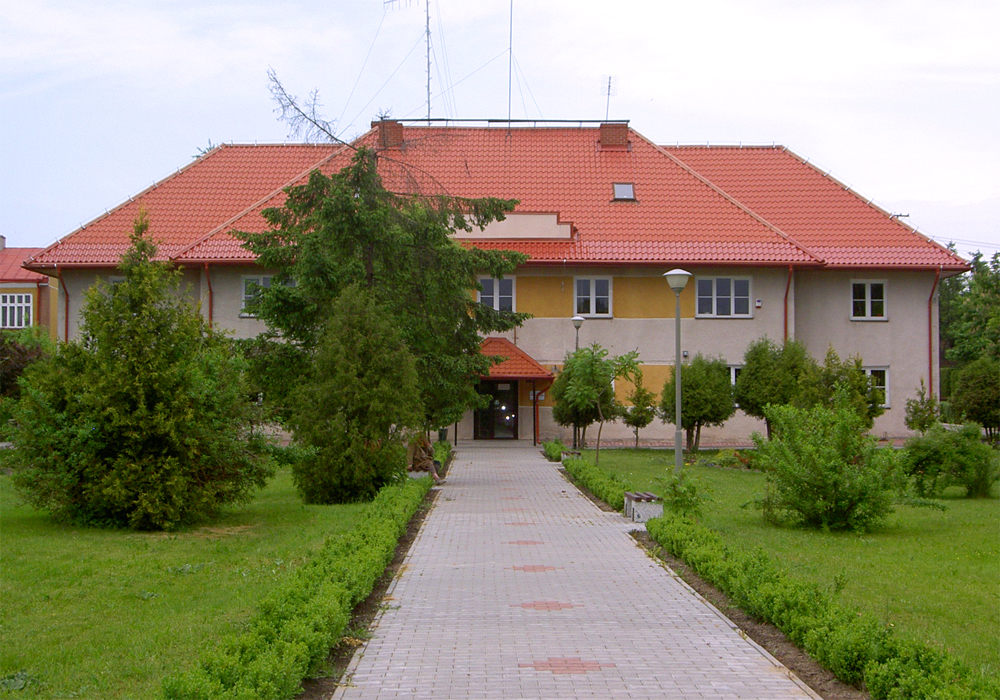
Bureau municipal de Turobin
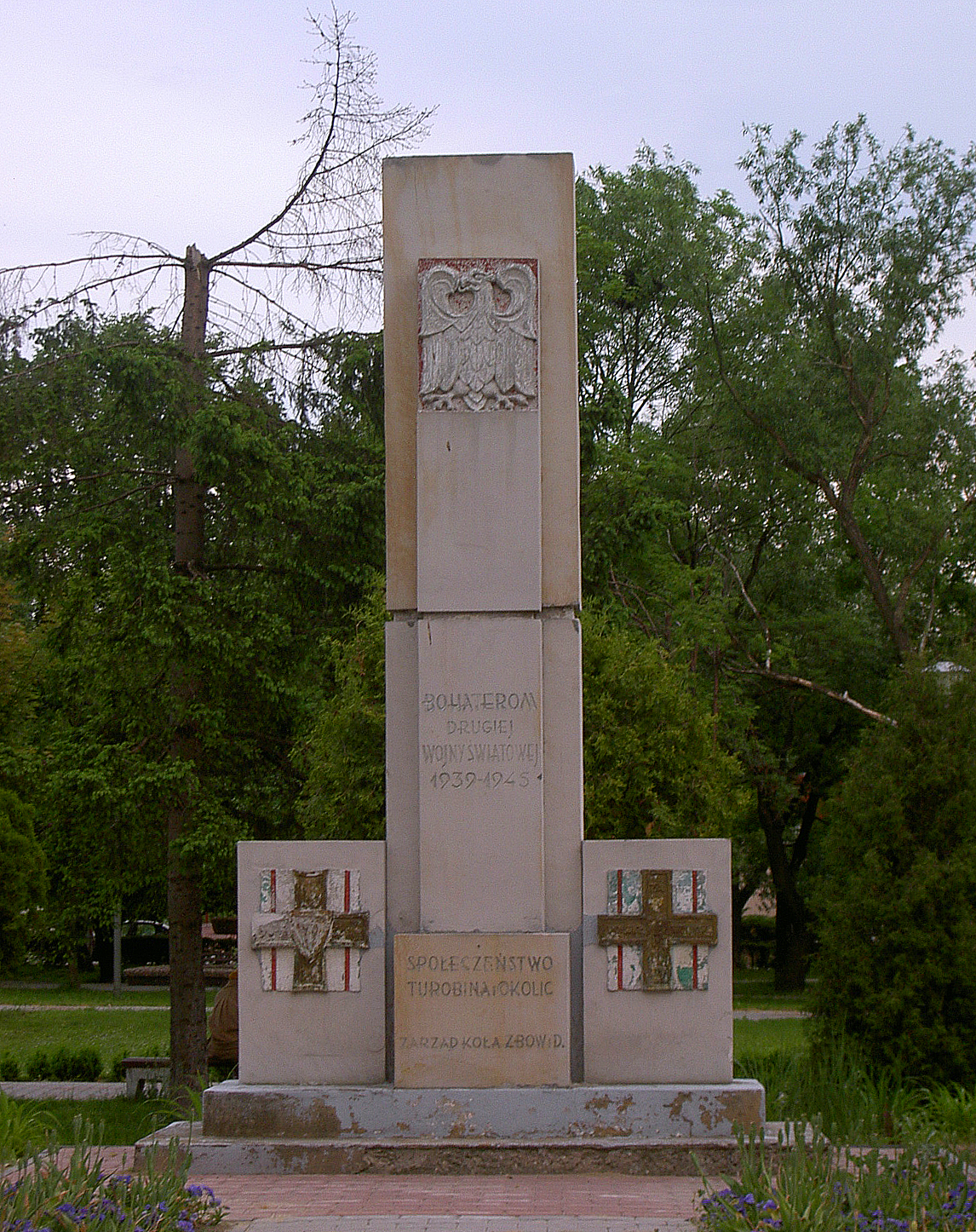
Monument commémortif